# Germanen Blut
Germanen Blut war eine 2000 gegründete Pagan-Metal-Band.

## Geschichte
Die Band wurde 2000 von Nordsturm (Gesang, Gitarre) und Wintersturm (Schlagzeug) gegründet. Mit Grimm und Arnemann wurde das Demo Auf in die Schlacht aufgenommen. Nachdem die letzteren beiden Musiker die Band verließen, stieß Ignorass (Gesang, Bass) dazu.
Germanen Blut veröffentlichten drei Alben und eine Demo-CD. Das Debütalbum Der Zorn des Sturms erschien 2006 über die Plattenfirma Nebelfee Klangwerke des Absurd-Sängers Ronald Möbus. 2008 folgte das Album Wandelnd in der Einsamkeit abgrundtiefer Gedanken, das vom Label Drolingvarst veröffentlicht wurde. Anschließend trat Ignorass aus der Band aus, und Nordsturm und Wintersturm machten als Duo weiter. Das dritte Album Die Wälder Midgards erschien 2009 bei Christhunt Productions.
Im Juli 2010 wurde eine einjährige Pause angekündigt, weil Nordsturm studiumsbedingt nach Norwegen umziehen musste. Die Band löste sich 2013 auf, da sie sich zunehmend „in den rechten Flügel des Black Metal“ einsortiert sah.
Nordsturm und Wintersturm spielten parallel in der Pagan-Metal-Band Hunaz. Nordsturm war Mitglied der Pagan-Metal-Band Wolf im Schafspelz, die 2010 ein Album über Christhunt Productions veröffentlichte. 

## Ideologie
Das Debütalbum Der Zorn des Sturms erschien über Nebelfee Klangwerke, die hauptsächlich Tonträger offen rechtsextremistischer Bands wie Absurd, Barad Dûr, Pantheon und Totenburg veröffentlichten. Die Wälder Midgards erschien über Christhunt Productions, wo ebenfalls unter anderem Aufnahmen rechtsextremer Bands erscheinen. Die Band schreibt jedoch auf ihrer Myspace-Seite, es sei „mehr als überflüssig, irgendwelche Vermutungen oder Gedanken zu hegen, uns in eine dieser Zivilisation bekannten politischen Richtung zu verfrachten, nur weil man meint, man könne anhand eines Namens Rückschlüsse auf den Sinn, welcher sich dahinter verbirgt, ziehen, ohne auch nur den Hauch einer Ahnung zu besitzen, was uns in unserem Tun bewegt. Unsere Musik entspringt der Feder unserer Gedanken und nicht etwa eingeschränkten, totalitären und unfreien Weltbildern.“ Letztlich war die Assoziation mit dem Plattenlabel und dessen politischer Einstellung auch ein Grund für die Auflösung der Gruppe.

## Stil
Die Band spielte Pagan Metal mit Black-Metal-Einflüssen, der weniger auf genretypische Texte über Schlachten setzt, sondern vielmehr von spirituellen Themen und von Melancholie handelt. Neben Metal sind auch akustische Passagen eingearbeitet. Die Musik wird vor allem in niedrigem bis mittlerem Tempo gespielt. Der Gesang wechselt zwischen einem schrillen gutturalem Kreischen im Stile von Varg Vikernes und mehrstimmigem Klargesang.

## Diskografie
- 2005: Auf in die Schlacht (Demoaufnahme, Eigenverlag)
- 2006: Der Zorn des Sturms (Nebelfee Klangwerke)
- 2008: Wandelnd in der Einsamkeit abgrundtiefer Gedanken (Drolingvarst)
- 2009: Die Wälder Midgards (Christhunt Productions)